# Alfred Bruno Neumann

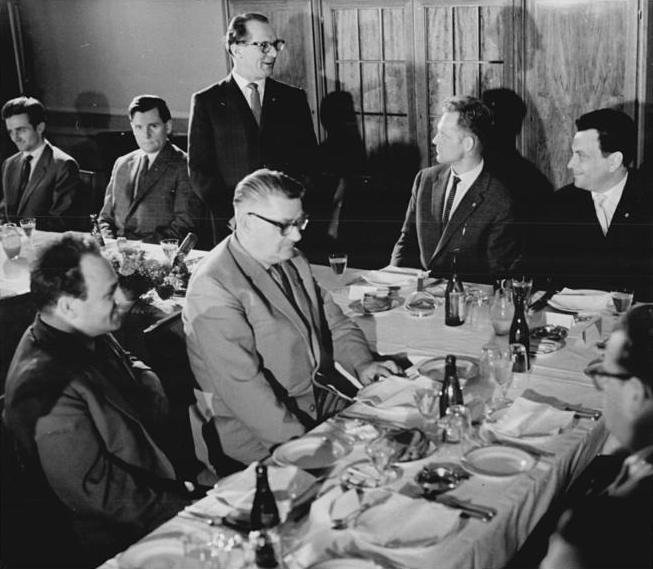
Alfred Bruno Neumann (1. v.r.) auf einem Empfang des Deutschen Radsportverbandes 1961

Alfred Bruno Neumann (* 10. April 1927 in Berlin; † 25. Februar 2010) war ein Politiker und Sportfunktionär der Deutschen Demokratischen Republik (DDR). Er fungierte von 1960 bis 1968 als Vorsitzender des Staatlichen Komitees für Körperkultur und Sport und war anschließend von 1968 bis 1990 Generalsekretär des Ministeriums für Auswärtige Angelegenheiten. Neumann engagierte sich vor allem auf dem Gebiet des Rudersports und war 1964 bis 1974 sowie 1989 bis 1990 Präsident des Deutschen Ruder-Sport-Verbandes (DRSV).

## Leben

### Jugend und politische Anfänge
Neumann wurde 1927 im Berliner Bezirk Weißensee geboren und machte eine Lehre zum Rohrleger. Während des Zweiten Weltkriegs diente er bei der Wehrmacht und kam in Kriegsgefangenschaft. Nach seiner Rückkehr wurde Neumann Mitglied im Antifaschistischen Ausschuss des Bezirksamts Berlin-Weißensee und anschließend Sekretär der FDJ-Kreisleitung Berlin-Weißensee.

### Aufstieg in der Ministerialverwaltung

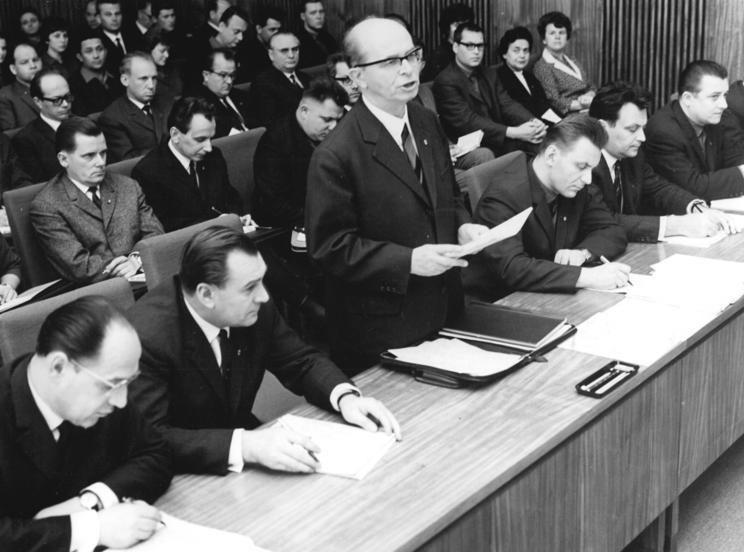
Neumann (2. v.r.) bei der 32. DDR-Staatsratssitzung

1951 wurde Neumann stellvertretender Leiter des Amtes für Jugendfragen und Leibesübungen der DDR. Ein Jahr darauf erhielt er den Posten des stellvertretenden Vorsitzenden des auf Initiative von Walter Ulbricht und Erich Honecker gebildeten Staatlichen Komitees für Körperkultur und Sport (Stako), den er bis 1960 innehatte. 1958 hatte er kurzzeitig den amtlichen Vorsitz des Komitees und wurde 1961 schließlich als Nachfolger Manfred Ewalds Vorsitzender, ab 1962 im Range eines Staatssekretärs. 1964 wurde er Präsident des Deutschen Ruder-Sport-Verbandes (DRSV). Neumann führte das Stako in der Folge bis 1968, als es zum Richtungsstreit mit Ewald über die Frage kam, ob man ein staatliches Komitee für Volkssport einrichten solle. Bereits zuvor hatte es immer wieder Spannungen zwischen Neumann und Ewald in Bezug auf die Sportpolitik gegeben, unter anderem weil sich Neumann gegen eine stärkere Trennung von Leistungs- und Breitensport sträubte. Die Abberufung erfolgte für Neumann überraschend und ohne Vorankündigung.

### Außenministerium und Wendezeit
Nach seiner Abberufung wurde Neumann Staatssekretär im Ministerium für Auswärtige Angelegenheiten (MfAA) und schied damit aus der aktiven Sportpolitik aus. Das Amt des Staatssekretärs im MfAA hatte Neumann bis 1990 inne, verfügte dort aber nach eigener Aussage nur über geringe Gestaltungs- und Einflussmöglichkeiten. Mit der internationalen Anerkennung der DDR wuchsen seine Aufgaben sprunghaft an, sodass er 1974 auf eine weitere Kandidatur für das Präsidentenamt des DRSV verzichtete. 1990 wurde er jedoch abermals DRSV-Präsident und organisierte zusammen mit Henrik Lotz vom Deutschen Ruderverband (DRV) die Vereinigung der west- und ostdeutschen Ruderverbände.

## Ehrungen
1968 erhielt Neumann zu seinem Ausscheiden aus dem Stako den Vaterländischen Verdienstorden (VVO), 1970 die Ehrenspange zum VVO.